# Backviken
Backviken är ett naturreservat i Sundsvalls kommun i Västernorrlands län.
Området är naturskyddat sedan 2006 och är 28 hektar stort. Reservatet omfattar områden på båda sidor av Backviken i Väckesjön. Reservatets östra del består av naturskogsartad barrblandskog medan den västra delen som omfattar en höjd har tallskog på dess topp.